# Roger Martin (logicien)
Pour les articles homonymes, voir Roger Martin et Martin.
 (janvier 2021).
Si vous disposez d'ouvrages ou d'articles de référence ou si vous connaissez des sites web de qualité traitant du thème abordé ici, merci de compléter l'article en donnant les références utiles à sa vérifiabilité et en les liant à la section « Notes et références ».
 (janvier 2021).
Roger Martin (né le 17 mars 1920 au Puy-en-Velay et mort le 16 novembre 1979 à Paris) est un logicien et philosophe français. Il a marqué la pensée logique contemporaine par son travail sur la formalisation et l’histoire des systèmes logiques modernes.

## Biographie
Roger Martin effectue ses études secondaires aux lycées Henri-IV et Buffon, avant d’intégrer l’École normale supérieure à Paris. Agrégé de philosophie en 1944, il obtient également une licence de mathématiques.
Il enseigne d'abord la philosophie au lycée de Besançon de 1945 à 1947, puis devient assistant à la faculté des lettres de Besançon. En parallèle, il exerce comme bibliothécaire, puis bibliothécaire en chef à l’École normale supérieure de 1950 à 1964.
Il soutient sa thèse de doctorat sous la direction de René Poirier en 1964, la même année où il publie son ouvrage majeur Logique contemporaine et formalisation. Il devient ensuite professeur de logique à la Sorbonne, puis à l’Université Paris-V, poste qu’il occupe jusqu’à sa mort en 1979.
Il est également cofondateur en 1976 de la Société française de logique.

## Œuvres
- Logique contemporaine et formalisation, PUF, 1964.

## Distinctions
- Lauréat du Prix Jean Cavaillès en 1964.